# MK PZKO Karwina-Sowiniec
Miejscowe Koło PZKO w Karwinie-Sowińcu – zanikłe już koło Polskiego Związku Kulturalno-Oświatowego na Sowińcu (obwód Karwina).

## Historia[1]
Niedługo po powstaniu organizacji PZKO garstka Polaków zebrała się na Sowińcu z chęcią utworzenia miejscowego koła. 16 listopada 1947 zwołano walne zebranie i wybrano zarząd koła na czele z Pawłem Kubaczką, ówczesnym kierownikiem Sowinieckiej szkoły. Do końca roku liczba członków koła wzrosła do 55. Działalność koła zaczęła się pomyślnie rozwijać. W 1948 roku koło liczy już 124 członków. Pierwotnie miało swoją siedzibę w Domu Robotniczym.
W 1962 roku ustaje działalność koła z powodu złego stanu budynku. Zanika chór. Własnymi siłami jednak podreperowano salę i koło nadal pracowało. W 1963 roku przy MK nie działał żaden zespół.
W roku 1965 powstaje czteroosobowy zespół instrumentalny, wznowiono działalność chóru mieszanego. Rozpoczęto remont generalny Domu Robotniczego. Przebudowę zakończono we wrześniu 1966 roku. W 1967 roku zamknięto szkołę na Sowińcu.
Dom Robotniczy był wykorzystywany jeszcze do roku 1969, kiedy ostatnią imprezą była Akademia jubileuszowa z okazji z okazji 50-lecia śpiewactwa na Sowińcu. W tym czasie koło liczyło 152 członków.
Po likwidacji szkoły lokal ten po wielkich perypetiach otrzymało do wieczystego używania MK PZKO. Lokal przebudowano na świetlicę i 27 września 1969 został otwarty.
Liczba członków w 1997 roku spadła do 70. Niestety z powodu braku narybku nie wznowiono już żadnego zespołu. Nadal jednak koło organizowało przynajmniej 4 imprezy rocznie.
Dnia 31 grudnia 2012 Miejscowe Koło PZKO Karwina-Sowiniec ostatecznie zanika.

## Działalność[2]
W kole działały chóry – mieszany i męski (1919 – 1969) pod kierownictwem Franciszka Jarząbka i Franciszka Łukosza.
Sekcję teatralną prowadził i spektakle reżyserował Kleofas Bielczyk. Grywano sztuki pełnospektaklowe, oraz jednoaktówki i skecze.
Sekcją taneczną, składającą się z 6 par kierowała Janina Kubaczka-Kowalska.
Sekcje, teatralna i taneczna, pracowały do roku 1961.
Działał także zespół wokalny „Łobuzy”.
W kole była biblioteka, licząca ponad 300 woluminów.
Do roku 1969 organizowano w Domu Robotniczym seanse filmowe.
Dodatkowo organizowano każdego roku dwa bale, festyn, wigilijki, obchody Międzynarodowego Dnia Kobiet.

## Prezesowie MKPZKOKarwina-Sowiniec[1]
- Paweł Kubaczka
- Rudolf Szczepański
- Józef Swoboda
- Józef Ćmiel
- Józef Mikszan
- Eduard Krochmalny
- Rudolf Bubik
- Antonin Minol
- Eugeniusz Matuszyński